# Serrat de Puigbonic
El Serrat de Puigbonic és una muntanya de 672 metres que es troba al municipi de Tona, a la comarca d'Osona.